# کافی پاسکوچی
کافی پاسکوچی (انگلیسی: Caffè Pascucci) شرکت صنایع غذایی ایتالیایی است، که در سال ۱۸۸۳ تأسیس شد.